# 久保田洋司
久保田 洋司（くぼた ようじ、1966年10月28日 - ）は、日本のシンガーソングライター・作詞家・作曲家、DJ。広島県尾道市出身。広島県立尾道東高等学校卒業。1985年、アミューズ所属の「THE 東南西北」のボーカリストとしてデビュー。1991年の解散後、ソロシンガーとして多数のアルバム・シングルを発表。ライブ活動も精力的に行なっている。また、作詞家として他のミュージシャンや歌手に楽曲を提供している。ジャニーズ関係への提供が特筆に価する。「回すぜ!」と題するDJイベントを主催しており、東京のみならず大阪でも開催している。
2022年12月16日公開の映画『大きな古時計 劇場版』の主題歌「大きな古時計」（作曲ヘンリー・クレイ・ワーク）をカバー。同名のオリジナル・サウンドトラックCDに収録されている。

## ディスコグラフィ

### シングル
- 見つめていたいよ（1992年10月7日 東芝EMI TODT-2919）
- 花束がいっぱい（1993年7月7日 東芝EMI TODT-3012）
- 君は僕のもの（1995年7月21日 ポニーキャニオン PCDA-00747）
- ピエロ／めじるし（1995年10月20日 ポニーキャニオン PCDA-00776）
- そのままの君（1996年4月19日 ポニーキャニオン PCDA-00825）
- ハッピーエンドはいらない（2004年10月6日 MMRecords MMR-018）
- 雨の窓辺（2004年11月3日 MMRecords MMR-019）
- grow 〜ライヴ・ヴァージョン（2004年12月2日 MMRecords MMR-020）
- シーサー・コーリン／naked care（2005年10月5日 MMRecords MMR-024）

### アルバム
- Live in Clover（1992年10月28日 東芝EMI TOCT-6703）
- Blue Marbles（1993年7月7日 東芝EMI TOCT-8075）
- Pierrot（1995年7月21日 ポニーキャニオン PCCA-00782）
- VOYAGE（1996年5月17日 ポニーキャニオン PCCA-00940）
- 久保田洋司／KUBOTA YOJI（1998年12月19日 日本コロムビア COCP-50024）
- 今日の出来心（2000年10月21日 MMRecords MMR-003）
- Tomorrows（2001年9月21日 MMRecords MMR-004）
- 蕾（2002年6月1日 MMRecords MMR-006）
- LOVE BLOOD（2003年7月7日 MMRecords MMR-009）
- 回り続ける世界で僕らは出会った（2005年1月19日 MMRecords MMR-023）
- 真珠区（2007年11月23日 MMRecords MMR-030）
- ゆめゆめ（2008年11月5日 MMRecords MMR-042）
- トナカイ（2010年12月1日 MMRecords MMR-046）
- Live（2013年 moment）
- 大きな古時計（2021年7月7日 BENTEN Music BECS-40001）

### DVD
- ゆめゆめLive（2009年3月25日 MMRecords MMR-043）
- LIVE SINGLE COLLECTION（2005年10月05日 MMRecords DDBR-5001）
- 久保田洋司 LIVE 2013 WINTER（2015年2月23日 moment DQB-66）

## 主な作詞作品

### ジャニーズのアーティスト
- SMAP
  - 「真夏の夜は振り向いてはダメなのさ」
  - 「恋の形」
  - 「ひとりぼっちのHappy Birthday」（作詞・作曲）
  - 「もっと君のこと」
  - 「MY CHILDHOOD FRIEND～鏡の中のRadio～」
  - 「切なさが痛い」
  - 「君を抱きしめたい」
- V6
  - 「特別な夜は平凡な夜の次に来る」
- KinKi Kids
  - 「NOASIS 〜愛の旅人〜」
  - 「ふたつの引力」
  - 「to Heart」
  - 「hesitated」
  - 「Another Christmas」
  - 「駅までは同じ帰り道」
  - 「宝石をちりばめて」
  - 「星見ル振リ」
  - 「マフラー」
  - 「手をつなぐのは久しぶりだね」
  - 「ローズマリー」
- 堂本光一
  - 「UNBREAKABLE」
  - 「SNAKE」
  - 「Spica」
  - 「Shadows On The Floor」
  - 「NEW HORIZON」
  - 「In the Cemetery」
  - 「CONTINUE -prologue-」
  - 「It's A Wonderful Day」
  - 「CONTINUE」
  - 「Loving You Slowly」
- トラジ・ハイジ
  - 「ファンタスティポ」
- 嵐
  - 「WISH」
  - 「五里霧中」
  - 「OK! ALL RIGHT! いい恋をしよう」
  - 「台風ジェネレーション -Typhoon Generation-」
  - 「Everybody前進」
  - 「CARNIVAL NIGHT part2」
  - 「JAM」
  - 「EYES WITH DELIGHT」
  - 「RAINBOW」
  - 「君だけを想ってる」
  - 「テ・アゲロ」
  - 「15th Moon」
  - 「Tokyo Lovers Tune Night」
  - 「君はいないから」
  - 「野性を知りたい」
- タッキー&翼
  - 「Anything for you」
- 滝沢秀明
  - 「DREAM BOY」
  - 「SAD SONG」
- 今井翼
  - 「Joy&Pain」
- NEWS
  - 「忘れないさ～LIFE GOES ON～」
  - 「DREAMS」
  - 「Private Hearts」
- Kis-My-Ft2
  - 「TRY AGAIN」
- 関ジャニ∞
  - 「GLORY GLORY」
  - 「∞SAKAおばちゃんROCK」（関ジャニ∞メンバーとの共同詞）
  - 「果テナキ空」
  - 「DREAMIN' BLOOD」
- KAT-TUN
  - 「BLUE TUESDAY」
  - 「GLORIA」
  - 「Movin' on」
  - 「HEARTBREAK CLUB」
- Hey! Say! JUMP
  - 「心・技・体」
  - 「Star Time」
  - 「Dreams come true」
  - 「俺たちの青春」
- 山田涼介
  - 「パフューム」
- 薮宏太
  - 「Rain Dance」
  - 「My Everything」
- 八乙女光
  - 「炎-Flame of Love」
- Hey! Say! BEST
  - 「ス・リ・ル」
- Kis-My-Ft2
  - 「TRY AGAIN」
- Sexy Zone
  - 「カラフル Eyes」
  - 「ロマンティックに勝利をつかめ」
  - 「よびすて」
- A.B.C-Z
  - 「Naturally」
  - 「二人で歩こう」
  - 「君の隣で目覚めたい」
- ジャニーズJr.
  - 「Beautiful」
  - 「LOVE&DREAM」
  - 「サンキュー」
- J.J.Express
  - 「SHAKALAKA」（他作詞家との共同詞）
- Prince
  - 「Prince Princess」
- PLAYZONE 2009太陽からの手紙
  - 「ケータイ天国」

### その他のアーティスト
- キャプテンストライダム
  - 「108DREAMS」11曲中7曲を作詞
- 安倍なつみ
  - 「SUPER DELICATE」
  - 「小説の中の二人」
  - 「微風（そよかぜ）」（西村ちさととの共同クレジット）
- メロン記念日
  - 「ドライブ」
- 坂本真綾
  - 「恋人について」作曲・編曲：菅野よう子
- 松浦亜弥
  - 「今はレットイットビー」作曲：BULGE、編曲：BULGE・柳沢英樹
  - 「ダブル レインボウ」作曲・編曲：岡ナオキ
  - 「風に任せて」作曲・編曲：柳沢英樹
  - 「引越せない気持」作曲・編曲：柳沢英樹
  - 「七回歌うといいことがある歌」作曲:斎藤悠弥 編曲:cosma ブラスアレンジ:竹上良成
  - 「中央改札」 作曲・編曲:柳沢英樹
  - 「真珠」作曲・編曲:安岡洋一郎 ブラスアレンジ:竹上良成
- BiS
  - 「nerve」作曲:miifuu
- ももいろクローバーZ
  - 「PUSH」 作曲:大隅知宇
  - 「行く春来る春」 作曲：ツキダタダシ 編曲：近藤研二
- バニラビーンズ
  - 「D&D」 作曲：水野ノブヨシ 編曲：祐天寺浩美

## 主な作曲作品
- 松田聖子
  - 「マリオネットの涙」
- 富田靖子
  - 「なんて素敵にジャパネスク」
- ribbon
  - 「Deep Breath」
  - 「"S"ENSATIONAL WIND」
- 藤井フミヤ
  - 「Sunshine」
- 永作博美
  - 「エアメール」

## 出演

### 映画
- KYロック!（2024年11月16日） - 洋司 役[2]